# Kathleen Rowe McAllen
Kathleen Rowe McAllen (San Francisco Bay Area, 1960) è un'attrice statunitense.

## Biografia
Dopo aver cominciato a calcare le scene nel circuito regionale della California, Kathleen Rowe McAllen ha fatto il suo debutto nell'Off Broadway nel 1981 con il musical Joseph and the Amazing Technicolor Dreamcoat, con cui fece anche il suo debutto a Broadway l'anno successivo. Successivamente recitò ancora a Broadway in The Human Comedy (1984), prima di recitare accanto a Marin Mazzie e John Rubinstein in Merrily We Roll Along nel 1985. Nel 1987 ha fatto il suo debutto sulle scene londinesi nel musical Les Misérables, in cui interpretata Fantine, un ruolo che le diede la possibilità di cantare la canzone più celebre del musical, I Dreamed a Dream. Nel 1988 interpretò Cenerentola nella tournée statunitense di Into the Woods, insieme a Cleo Laine.
Nel 1989 è tornato a recitare a Londra con la prima del musical di Andrew Lloyd Webber Aspects of Love, dove ottenne grandi apprezzamenti per la sua interpretazione nel ruolo di Giulietta Trapani; l'anno successivo Rowe McAllen tornò a ricoprire il ruolo a Broadway e per la sua performance fu candidata al Tony Award alla miglior attrice non protagonista in un musical. Nel 1991 recitò nel musical A Little Night Music con Glynis Johns e Lois Nettleton, mentre nel 1992 tornò a recitare nell'Off Broadway con il musical Chess. Successivamente tornò a recitare nel circuito regionale, interpretando Eva Peron in Evita nel 1994 a North Shore e Aldonza in Man of La Mancha a Westchester nel 1997.

## Filmografia parziale

### Televisione
- Così gira il mondo - serie TV, 1 episodio (1981)
- Quando si ama - serie TV, 1 episodio (1985)
- La valle dei pini - serie TV, 1 episodio (1988)

## Doppiatrici italiani
- Paola Mannoni in Quando si ama